# Законодателен процес в Европейския съюз
Законодателният процес на Европейския съюз е процесът по формулиране и приемане на законите и вземането на решения в повечето области на политиката на ЕС.
За разлика от процеса на вземане на решение на национално равнище, който протича в парламента, дълго време заседаващите в Съвета представители на правителствата на държавите членки са имали решаваща роля за волеобразуването на Европейския съюз. Това се дължи просто на факта, че той не е произлязъл от един „европейски народ“, а дължи съществуването и формата си на държавите членки. Те не просто прехвърлят част от своя суверенитет на Съюза, а предприемат тази стъпка при условие, че ще запазят силната си позиция в процеса на вземане на решения в неговите рамки.
В хода на развитие и усъвършенстване на правния ред на Европейския съюз обаче това разпределение на правомощията в процеса на вземане на решения, което първоначално е насочено твърде едностранчиво към защита на интересите на държавите членки, отстъпва място на балансирана система за вземане на решения чрез постоянното засилване на позицията на Европейския парламент. По този начин първоначалната процедура само за консултация с Европейския парламент е допълнена със сътрудничеството му със Съвета и накрая от съвместното вземане на решения.

## Първостепенни участници в законодателния процес

### Европейски парламент
Европейският парламент, Европарламентът или ЕП, е единствената пряко избирана институция, която представлява гражданите на Европейския съюз. Заедно със Съвета на Европейския съюз той осъществява законодателната власт на ЕС. Настоящият председател на ЕП е Мартин Шулц, който е избран на 17 януари 2012 г. с мандат 2,5 години.
ЕП представлява близо 500 милиона души, общото население на 27-те държави членки на ЕС. Неговата главна роля, като основна политическа сила, е формулирането на различни инициативи. Членовете на ЕП се избират чрез преки избори и мандатът им е 5 години. Парламентът се състои от 754 депутати от втория по големина демократичен електорат в света след индийския и е най-големият международен електорат в света – 342 милиона избиратели през 2004 г. Институцията еволюира заедно със Съюза и съществува първоначално като асамблея, а по-късно е преименувана на парламент.

### Съвет на Европейския съюз
Съветът на Европейския съюз е орган за управление на Европейския съюз (ЕС), който заедно с Европейския парламент осъществява законодателната власт на ЕС. Той е и водещата институция при вземането на решения.

## Второстепенни участници в законодателния процес

### Европейска комисия
Европейската комисия, известна още като Еврокомисия или ЕК, е изпълнителният орган на Европейския съюз. Главната ѝ роля е да определя цели и приоритети за действие, да предлага закони на Парламента и Съвета, да управлява и прилага политиките на ЕС и бюджета, да налага спазването на европейското право (заедно със Съда на ЕС) и да представлява ЕС извън Европа. Комисията управлява и ежедневната дейност на Съюза: прилагане на политиките, изпълнение на програмите, разходване на средствата.
Комисията работи подобно на правителство, състоящо се от 27 члена – по един от всяка държава членка. За членове на ЕК, наричани неофициално комисари, обикновено се избират видни политически дейци. Въпреки че всеки от тях е излъчен от една държава членка, те се ангажират да работят в името на Съюза и независимо от националните правителства. Един от 27-те комисари е и председател на Комисията и се назначава от Европейския съвет, след което заедно с него избира останалите 26 комисари. Така сформираният екип на ЕК се представя на Европарламента, който изслушва кандидатите и одобрява цялостния състав. Към 2013 председател на Комисията е португалецът Жозе Мануел Барозо, който в началото на 2010 г. започна втория си мандат на поста (комисия Барозо II).

### Национални парламенти
Отделните държави членки са изработили свои национални механизми, пригодени за различните категории парламенти, включващи различни структури, натоварени с наблюдението (секторни парламентарни комисии, комисиите по въпросите на ЕС) и различна правна сила на парламентарните решения, свързани с наблюдението. Анализаторите посочват, че немалка част от националните парламенти имат по-скоро пасивна и реактивна позиция, не проявяват особен интерес и нямат нужната експертиза за тази дейност, като наблюдението най-често се осъществява ex post, като се изразява предимно в питания към министрите по време на етапа на въвеждане в действие на общностното законодателство, обсъждане на годишната правителствена програма и пр. Новост е признатото и нормативно закрепено право на националните парламенти на държавите членки да упражняват пряк политически контрол върху съответствието на законодателните предложения на Комисията с принципа на субсидиарност, чрез въведения механизъм за „ранно предупреждение“ като елемент в системата за гарантиране на неговото спазване.

## Обикновена законодателна процедура
Това е стандартната процедура за вземане на решения в повечето области на политиката на ЕС.
Тя е известна още като процедура за съвместно вземане на решения, тъй като по нея ЕП и Съветът на ЕС приемат регламенти, директиви или решения съвместно (вж член 294 от ДФЕС). В рамките на процедурата нито една от двете институции (ЕП или Съветът) не може самостоятелно да приема законодателен акт. Предложенията за законодателни актове се изготвят от Комисията.

## Специална законодателна процедура
Специални законодателни процедури се прилагат в конкретни случаи, изрично споменати в Договорите, когато регламенти, директиви или решения се приемат от ЕП с участието на Съвета или от Съвета с участието на ЕП (член 289, параграф 2 от ДФЕС).
Специалните законодателни процедури са различни, в зависимост от въпроса, до който се отнасят.
На Комисията е възложено да представя предложения за законодателни актове пред законодателя (Европейския парламент/Съвета), освен когато в Договорите е предвидено друго.

## Ход на процедурата

### Фаза на изготвяне на предложение
Обикновено процедурата се задейства от Комисията, която изготвя предложение за мярката на Съюза, която трябва да се предприеме („право на инициатива“). Предложението се изготвя от службата на Комисията, която е компетентна в съответната икономическа област, като често тя може да привлича и национални експерти с консултативни функции. Съгласуването с националните експерти се извършва отчасти в рамките на създадени за целта собствени работни групи или под формата на ad hoc консултации с експертите, провеждани от службите на Комисията. При изготвянето на предложенията си обаче Комисията не е обвързана с резултатите от консултациите с националните експерти. Изготвеният от Комисията проект, в който се определят подробно съдържанието и формата на мерките, които трябва да се приемат, се обсъжда от членовете на Комисията и накрая се приема с обикновено мнозинство. Вече като „предложение на Комисията“ проектът се изпраща заедно с подробно изложение на мотивите (обяснителен меморандум) едновременно до Съвета и до ЕП, както и, когато е необходима консултация, до Европейския икономически и социален комитет и респективно до Комитета на регионите.

### Първо четене в Европейския парламент и Съвета
Председателят на ЕП препраща предложението за по-нататъшно разглеждане от водещата парламентарна комисия. Резултатът от обсъжданията в комисията се обсъжда в пленарно заседание на ЕП и след това се изготвя становище, което може да съдържа одобрение или отхвърляне, както и предложение за изменения. След това ЕП изпраща становището си на Съвета.
На първо четене Съветът може да действа по следния начин:
1. ако Съветът одобри позицията на ЕП, предложеният акт се приема с формулировката, която съответства на позицията на парламента; с това законодателната процедура приключва.
2. ако Съветът не одобри позицията на ЕП, той приема своя позиция на първо четене и я изпраща до парламента.

Съветът изчерпателно информира ЕП за своята позиция, включително за основанията, мотивирали го да я приеме.

### Второ четене в Европейския парламент и Съвета
В срок от три месеца, считано от изпращането на позицията на Съвета, ЕП има три възможности за действие на второ четене:
1. ЕП може да одобри позицията на Съвета на първо четене или да не се произнесе: тогава предложеният акт се счита за приет с формулировката, която съответства на позицията на Съвета.
2. ЕП може да отхвърли, с мнозинство от съставляващите го членове, позицията на Съвета на първо четене: тогава предложеният акт се счита за неприет и законодателната процедура се прекратява.
3. ЕП може да предложи, с мнозинство от съставляващите го членове, изменения в позицията на Съвета на първо четене; така измененият текст се предава на Съвета и на Комисията, която представя становище относно измененията.

Съветът обсъжда изменената позиция и в срок от три месеца, считано от получаването на измененията на ЕП, има две възможности за действие:
1. Съветът може да одобри всички изменения на ЕП: тогава съответният акт се счита за приет; за целта е достатъчно квалифицирано мнозинство, в случай че и Комисията е съгласна с измененията на ЕП; ако това не е така, Съветът може да одобри измененията на ЕП само с пълно единодушие.
2. Съветът може да не одобри всички изменения на ЕП или не може да постигне необходимото мнозинство: тогава се стига по помирителна процедура.[1]

### Помирителна процедура
Откриването на помирителната процедура се извършва от председателя на Съвета със съгласието на председателя на ЕП. За целта се назначава помирителен комитет, който понастоящем се състои от 27 равноправни представители на Съвета и на парламента. Помирителният комитет има задача да постигне споразумение по общ проект с квалифицирано мнозинство в срок от шест седмици от момента на неговото свикване, въз основа на позициите, изразени на второ четене от ЕП и от Съвета. ЕК участва в работата на комитета и предприема всички необходими инициативи, за да подпомогне сближаването на позициите на ЕП и на Съвета.
Ако в срок от шест седмици след неговото свикване помирителният комитет не одобри общ проект, предложеният акт се счита за неприет.

### Трето четене в Европейския парламент и Съвета
Ако в срок от шест седмици помирителният комитет одобри общ проект, ЕП и Съветът разполагат поотделно с по шест седмици от датата на одобрението, за да приемат съответния акт съгласно този проект, като ЕП действа с мнозинство от подадените гласове, а Съветът – с квалифицирано мнозинство. Ако това не бъде изпълнено, предложеният акт се счита за неприет и законодателната процедура се прекратява.

### Публикуване
Приетият правен акт се изготвя в окончателната му форма на официалните езици, подписва се от председателите на парламента и на Съвета и след това се публикува в Официален вестник на Европейския съюз или, ако предложеният акт има конкретен адресат, той се уведомява („до онези, до които е адресиран“).
За ЕП процедурата по съвместно вземане на решения представлява едновременно и предизвикателство, и възможност. Ако процедурата функционира успешно, това предполага постигане на споразумение в помирителния комитет; при все това тя променя коренно отношенията между ЕП и Съвета. Понастоящем в законодателния процес между двете институции съществува равнопоставеност и единствено от ЕП и от Съвета зависи да демонстрират политическа воля за компромис и по възможност да постигнат споразумение в помирителния комитет по общ проект за законодателен акт.

## Процедура на одобрение
Друга съществена форма на участие на ЕП в законодателния процес на ЕС представлява процедурата на одобрение, в съответствие в която правен акт може да бъде приет, само ако е предварително одобрен от Европейския парламент. При все това процедурата не предоставя на ЕП никаква свобода за пряко влияние върху съдържанието на правните разпоредби; например ЕП не може да предлага изменения или да ги прилага в хода на процедурата на одобрение – неговата роля е ограничена единствено до одобрение или отхвърляне на предложения акт.
Тази процедура е предвидена във връзка с присъединяването на нови държави към ЕС, сключването на споразумения за асоцииране, споразумения със значителни финансови последици за Съюза и споразумения с трети страни в областта на политиката, за която се прилага обикновената законодателна процедура (член 218, параграф 6 от ДФЕС)

### Опростена процедура
При опростената процедура е възможно някоя институция на Съюза да приеме правни актове без предложение от страна на Комисията. Тази процедура се прилага за мерки, които се приемат от Комисията в рамките на упражняването на собствените ѝ правомощия (например разрешаване на национални помощи).
Освен това опростената процедура се използва за приемане на правните актове, които нямат задължителна сила, и по-специално приемането на препоръки и становища, издадени от Съвета и Комисията. При това Комисията не е ограничена само до предвидените в Договорите случаи, а може да издава препоръки и становища винаги, когато сметне това за необходимо. При опростената процедура правните актове по принцип се приемат с обикновено мнозинство.

## Актове на Европейския съюз
Целите, определени с договорите за ЕС, се постигат чрез няколко вида правни актове. Някои са задължителни, а други не. Едни се отнасят до всички страни от ЕС, а други само до някои от тях.

### Директиви
Директивата е законодателен акт, с който се определя цел, която всички страни от ЕС трябва да постигнат. Отделните страни обаче сами решават по какъв начин да стане това. Такъв беше случаят с директивата за работното време, съгласно която прекомерният извънреден труд е незаконен. С директивата се определят минимални периоди за почивка и максимална продължителност на работното време, но всяка страна самостоятелно изготвя законите за това.

### Решения
Решенията са задължителни за този, за когото се отнасят (например за страна от ЕС или предприятие), и се прилагат пряко. Например, когато Комисията издаде решение за налагане на глоба на „Майкрософт“ поради злоупотреба с господстващо пазарно положение, решението се отнасяше само за „Майкрософт“.

### Препоръки
Препоръките не са задължителни. Когато Комисията издаде препоръка за структура на заплатите на служителите във финансовия сектор, която не насърчава прекомерното поемане на рискове, тя не породи правни последици. Препоръката позволява на институциите да изразяват своето мнение и да предлагат насоки за действие, без това да води до правни задължения за тези, към които тя е насочена.

### Становища
Становището е инструмент, който позволява на институциите да направят изявление, без да налагат правни задължения на тези, за които то е предназначено. Становища могат да издават основните институции на ЕС (Комисия, Съвет, Парламент), Комитетът на регионите и Европейският икономически и социален комитет. Когато се изготвят закони, комитетите дават становища от своята специфична регионална или икономическа и социална гледна точка. Например Комитетът на регионите публикува становище за начините, по които регионите могат да допринесат за изпълнението на енергийните цели на ЕС.